# Villers-Grélot
Villers-Grélot è un comune francese di 159 abitanti situato nel dipartimento del Doubs nella regione della Borgogna-Franca Contea.

## Società

### Evoluzione demografica
Abitanti censiti